# Brasil, da Censura à Abertura
Brasil, da Censura à Abertura é uma peça de teatro escrita por Jô Soares, Armando Costa e José Luiz Arcanjo, baseada no anedotário político do jornalista Sebastião Nery.
A peça, dirigida por Jô Soares, foi apresentada em 1980 no Rio de Janeiro e em 1981 em São Paulo, no Teatro Brigadeiro, e marcou o retorno dos anistiados ao Brasil.
O elenco era formado por Sylvia Bandeira, Marília Pêra, Marco Nanini e Geraldo Alves.